# Cucurbita argyrosperma
Cucurbita argyrosperma és una carabassa típica de Mèxic, on es coneix com pipián, que pertany a la família de les Cucurbitàcies.
És originària del sud de Mèxic.
És una planta herbàcia anual i enfiladissa cultivada principalment a Mèxic i alguns estats dels Estats Units com Florida. A Europa és pràcticament desconeguda.
Se n'aprofita tant les flors (és monoica), com els brots tendres i la polpa del fruit. A més, amb les llavors es preparen nombroses salses.
La domesticació d'aquesta carbassa mexicana es va produir fa més de 7.000 anys.
D'entre les 5 espècies conreades de carbassa, és la de menor difusió. Però recentment ha estat objecte de nombrosos estudis científics i se n'ha estès el conreu als Estas Units, on un dels tres tipus conreats es coneix com Cushaw.

## Característiques del fruit
La forma de l'ovari determina la del fruit, que és una pepònide de prop de 50 cm de llarg, llisa i amb forma de pera, l'extremitat més estreta de la qual és recta o lleugerament corbada. L'escorça sovint és irregularment virada en verd i blanc. La polpa, de textura ferma, és blanquinosa, groga o verdosa. El fruit conté unes 200 llavors el·líptiques blanquinoses o grogoses, d'uns 1,5 x 3,5 cm, amb un endocarpi blanc, dolç i ric en oli.

## Hàbitat i distribució
Hi ha dues subespècies: 
- C. argyrosperma subsp. sororia (només en estat silvestre)
- i C. argyrosperma subsp argyrosperma (sinònim C. palmieri)(silvestre i cultivada).

Hi ha tres cultivars de la subespècie C. argyrosperma argyrosperma:
- Cucurbita argyrosperma subsp. argyrosperma var. argyrosperma
- Cucurbita argyrosperma subsp. argyrosperma var. stenosperma
- Cucurbita argyrosperma subsp. argyrosperma var. callicarpa.

## Conreu
Les tres varietats cultivades tenen una distribució ben delimitada, en general es conrea en zones càlides, relativament seques, amb una estació de les pluges ben definida; pot arribar a fer-se a 1.800 m d'altitud, però tolera poc les baixes temperatures i l'excés de pluges.